# گوستومیا (استان اوپوله)
گوستومیا (به لهستانی: Gostomia) یک منطقهٔ مسکونی در لهستان است که در گمینا بیاوا (استان اوپوله) واقع شده‌است. گوستومیا ۳۹۲ نفر جمعیت دارد.